# Livre de prières d'Otton III
Le  livre de prières d’Otton III , aussi désigné sous le nom de livre de prières de Pommersfelden, est un manuscrit médiéval dont les enluminures constituent une œuvre majeure de l’époque ottonienne. Le manuscrit est conservé depuis 1944 sous la cote Clm 30111 à la Bibliothèque d’État de Bavière à Munich. Créé entre 984 et 991, il était destiné à l’usage privé du jeune roi Otton III. Il s’agit du seul livre de prières de l’époque ottonienne qui ait été conservé. Les textes et les peintures du manuscrit offrent idéal de souverain empreint de valeurs monastiques. Plus précisément, il s'agit d'un miroir des princes[réf. nécessaire].f    

## Histoire

### Contexte historique
Le livre de prières d'Otton III se situe dans le contexte de la restauration de l'empire en 962 par Otton Ier et de la naissance de la dynastie ottonienne, à quoi s'ajoute au même moment un mouvement de réforme bénédictine qui touche la Germanie. Ces phénomènes sont la toile de fond de ce que les historiens ont appelé la Renaissance ottonienne, qui touche les domaines intellectuels et artistiques de l'Europe centrale. Cette renaissance a un impact particulier dans le domaine de l'enluminure, qui bénéficie du développement important des scriptoria ainsi que des  commandes impériales.

### Datation et localisation
L'ouvrage contient une litanie des saints dont de nombreux appartiennent au diocèse de Mayence et qui y étaient particulièrement vénérés : c'est le cas de Ferrutius, Alban de Mayence, Theoneste et Aurée. Le manuscrit provient donc sans doute d'un scriptorium de Mayence. Cependant, son origine précise n'a pu être déterminée, les historiens hésitant entre un atelier de la cathédrale ou celui de l'abbaye Saint-Alban devant Mayence.
Le destinataire du manuscrit n'est pas nommé explicitement, ce qui complique sa datation, mais plusieurs indices militent en faveur d'Otton III. Tout d'abord, la miniature de la Déisis représente un jeune homme imberbe auquel semble être dédicacé l'ouvrage. Par ailleurs, certaines rubriques s'adressent à un roi encore jeune, ce qui restreint la liste des dignitaires ayant pu recevoir l'ouvrage: il ne peut guère s'agir que de princes tels qu'Otton III, Henri IV du Saint-Empire ou ses fils Henri V et Conrad de Basse-Lotharingie. Ensuite, cette prière « Que tu me gardes, moi ton serviteur et roi indigne, et tous nos princes, selon ta volonté », permet de penser que le roi en question doit avoir gouverné seul dès son jeune âge, ce qui élimine les fils d'Henri IV car ils n'ont reçu la dignité royale qu'à l'âge mûr. Enfin, les miniatures montrent des influences byzantines — or Otto III est le fils de l'impératrice byzantine Théophano Skleraina.
L'ouvrage pourrait ainsi avoir été destiné à Otton III et exécuté entre son couronnement royal en 983 et la mort de Théophano en 991. La paléographie confirme cette estimation : le scribe du livre de prières est le même que celui d'un fragment d'évangéliaire aujourd'hui conservé à la Bibliothèque multimédia intercommunale d'Épinal (Ms. 201). Or ce dernier provient lui aussi de Mayence. L'historien de l'art allemand Hartmut Hoffmann l'a identifié en outre comme l'un des trois copistes du lectionnaire conservé actuellement au Vatican (Vaticane, Reg. lat. 15) où il n'aurait écrit que les fol. 1r et 2v. Selon Hoffmann, le Maître du Registrum Gregorii, peut-être le meilleur enlumineur de l'art ottonien, aurait contribué à ce lectionnaire. Cependant, d'autres historiens doutent qu'il s'agisse de la propre main du maître du Registrum, tout en reconnaissant son influence.

### Commanditaire
Le commanditaire du livre de prières semble être l'archevêque Willigis de Mayence, chancelier et confident de l'empereur et de l'impératrice. Cependant, Hoffmann fait remarquer que le verbe scripsi dans le poème de dédicace ne se traduit pas par J'ai fait écrire, et que Willigis aurait certainement pu trouver des peintres plus doués et de meilleurs écrivains pour un tel présent. Sur la miniature de dédicace, le donateur du livre de prières apparaît comme un clerc, et selon les paroles, il était familier du roi. Sur cette base, Hauke estime que le livre de prières aurait pu être un présent de Bernward de Hildesheim. Bernward avait été nommé précepteur d'Otton par Théophano en 987, peut-être sur la suggestion de Willigis qui l'avait ordonné diacre et prêtre vers 985. Il occupa cette position jusqu'en 993, date à laquelle il fut ordonné évêque de Hildesheim. Otton et Bernward restèrent amis jusqu'à la mort prématurée d'Otton.

### Conservation du manuscrit
Otton III doit avoir utilisé le livre de prières jusqu'à la fin de sa vie. Après sa mort, en 1002, le manuscrit tomba probablement en possession d'une de ses sœurs, qui présidaient d'importants chapitres de chanoinesses. L'inscription du nom de Duriswint, dont on ne sait rien, pourrait avoir eu lieu dans un de ces chapitres. Plus tard, sans précision de date, le manuscrit est arrivé en possession des comtes de Schönborn, et a été conservé dans les appartements privés du comte dans le château de Weißenstein à Pommersfelden, avant d'être enregistré sous la cote Hs. 2490 dans la bibliothèque du château. En 1847, Ludwig Konrad Bethmann fit pour la première fois dans Deutsches Archiv für Erforschung des Mittelalters un rapport sur le manuscrit, dont il a supposé qu'Henri IV était le destinataire. En 1897, la première description exhaustive a suivi, par Joseph Anton Endres et Adalbert Ebner, qui adhéraient encore à une attribution à Henri IV. En 1950, le codex a été restauré et relié à nouveau, en tentant de rétablir l'état d'origine, qui avait été modifié par une 
reliure précédente. L'identification d'Otton III comme destinataire du manuscrit a été faite par Carl Nordenfalk. En 1994, le comte Charles de Schönborn-Wiesentheid a vendu le manuscrit pour 7,4 millions de DM à une association de financeurs comprenant l'État allemand, la fondation culturelle des Länder allemands, le Land de Bavière, la Fondation bavaroise, pour réhabiliter avec le montant de la vente le château de Pommersfelden. Depuis, le codex se trouve sous la cote Clm 30111 dans la bibliothèque d'État de Bavière.
Le livre de prières d'Otton III a été rendu accessible à un plus large public en 2008 sous forme de fac-similé. En outre, le codex est accessible sous forme numérisée sur le site internet de la bibliothèque d'État de Bavière.

## Codicologie

### Le livre
Avec un format de 15 × 12 cm2, ce codex est inhabituellement petit, mais néanmoins somptueusement réalisé. Les 44 folios de parchemin sont rédigées en lettres d'or sur fond pourpre peint. L'ornementation consiste en 5 miniatures en pleine page, et en tout 25 petites lettrines dorées à contours rouges et fonds intérieurs bleus. L'écriture est une minuscule caroline régulière ; quelques titres sont exécutés en rustica. La surface d'écriture mesure 9,5 × 7,5 cm2, et est encadrée par une baguette dorée encadrée par du vermillon. Les 14 à 15 lignes par page en moyenne ont été tracées d'avance au crayon d'ardoise.
Depuis 1950, le manuscrit est relié par deux plats en bois revêtus de velours bleu orné, tenus ensemble par deux boucles de tirants de cuir. Cette reliure remplaçait une reliure de velours noir, qui n'était pas d'origine non plus. Les folios présentent une tranche dorée, ce qui laisse penser à une nouvelle reliure baroque.
L'écriture est pour l'essentiel complète. Elle comprend tout l'essentiel de ce que l'on peut attendre dans un livre de prières pour le recueillement privé d'un laïc. Cependant, certaines pages isolées peuvent avoir été perdues, ce qui fait que l'on apprécie beaucoup d'avoir gardé le livre de prières dans un état apparaissant complet. Mais sur le folio 31r, en haut, une fin de prières a été soigneusement effacée ; le début de la prière a dû se trouver sur une page précédente perdue. On peut aussi supposer que la feuille double du cahier des folios 31-36 a été perdue, car ce cahier se termine sur le titre d'une prière du matin, mais qui ne se raccorde sur le fol. 37r à aucune prière du matin
,.

### Le texte

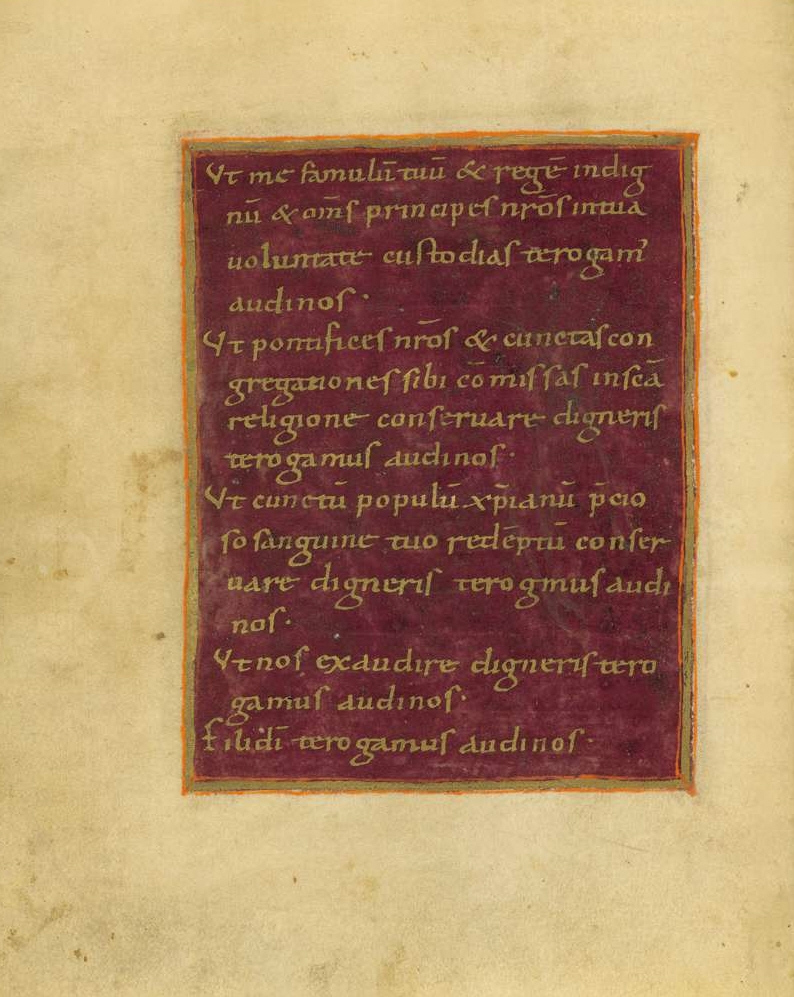
Livre de prière d'Otton III, fol. 18v, extrait des prières d'intercession des litanies

Le codex est le livre de prières privé d'un roi, et comporte donc un type d'écriture qui nous est rarement parvenu. Outre le livre de prières d'Otton III, on n'a conservé que le livre de prières de Charles le Chauve (München, Schatzkammer der Residenz, Inv.-Nr. 4) et un psautier, écrit pour l'usage privé de Louis le Germanique(Berlin, Staatsbibliothek, Ms. theol. lat. fol. 58). Il n’y avait aucun canon ou modèle de texte pour les livres de prières privés.
Après la première miniature, le texte commence avec les psaumes pénitentiels (Psaumes 6, 32, 38, 51, 102, 130 et 143). La position de foi exprimée dans ces psaumes est que l'homme est pécheur, que sa distance à la sublime majesté de Dieu est infranchissable, si bien qu'il a besoin des saints et des anges comme intermédiaires et intercesseurs. Après une rubrique s'ensuit une litanie des saints ; en tout, 81 saints sont appelés au secours. Les demandes d'intercession de la litanie comprennent de nombreux aspects, notamment la paix et la concorde, un vrai remords et l'absolution des péchés. Pour elle-même, la personne en prière demande la contrition du cœur et le don des larmes, la préservation de la damnation éternelle, la pitié divine et compte tenu de son rang royal et de la responsabilité du souverain :
« ut me famulum tuum et regem indignum et omnes principes nostros in tua voluntate custodias, te rogamus audi nos
(Que tu nous gardes, moi ton serviteur et roi indigne, et tous nos princes, selon ta volonté, nous te prions, exauce-nous) »
— Livre de prières d'Otton III, fol. 18v
Après le triple Kyrie et le Notre Père, viennent quatre prières de conclusion et la deuxième miniature. Le fol. 21v, au verso de la Majestas, n'est pas écrit, mais présente néanmoins le cadre pourpre de l'écriture des autres pages. Sur le fol. 22r, suit une introduction à la prière, suivie de prières aux saints, aux Apôtres, à Marie, au Père, au Fils, au Saint-Esprit et à la Trinité, puis une prière d'indulgence, une prière du matin, un Kyrie et une collecte, des prières d'adoration de la Croix et des prières d'entrée et de sortie de l'église. Après la dernière prière, on trouve un colophon (Explicit liber), ainsi qu'une bénédiction : Tu rex vive feliciter. Amen (Toi, Roi, vis heureux. Amen). Le texte se termine avec les tableau et poème de dédicace.
Les prières n'ont pas été écrites spécialement pour le récipiendaire du manuscrit. Plusieurs prières, par exemple celle à Dieu le Père, fol. 26v, sont attribuées à un emprunt au Libellus precum d'Alcuin, de la fin du VIIIe siècle. La composition des prières dans le livre de prières d'Otton III n'a aucun modèle direct, et ne coïncide avec aucun livre de prières médiéval conservé.
Outre le texte stricto sensu du livre de prières, le codex contient sur le fol. 1r, qui était initialement vide, un ex libris en écriture datée du XIIe siècle d'une Duriswint ; la même main a écrit sur la dernière feuille un extrait de la généalogie du Christ.

### Les rapports entre images et texte
Il n'y avait pas de programme de décoration pour les livres de prières privés, contrairement à l'autre livre de prière et de recueillement privé, le psautier. La majeure partie des livres de prières médiévaux anciens conservés ne contient pas d'illustrations ou ne présente que des initiales plus ou moins ornées. Le texte et les miniatures du livre de prières d'Otton III suivent un plan défini, les miniatures sont une partie intégrante de l'ensemble. Elles structurent le texte, et simultanément servent à la contemplation et au recueillement. Le contenu des miniatures est ancré dans la conception médiévale de la souveraineté, centrée sur le Christ, qui conçoit la royauté comme une fonction connférée par Dieu.
Winterer souligne que le rôle de l'Abbé, telle qu'il figure dans la règle de saint Benoît doit aussi être envisagé comme une ligne directrice de l'action royale. C'est pourquoi on peut constater à plusieurs reprises dans le livre de prières une influence de la littérature de méditation monastique, notamment des calligrammes du Liber de laudibus Sanctae Crucis (livre des louanges de la Sainte Croix) de Raban Maur. Le livre de prières commence comme cet ouvrage par une Crucifixion et une représentation du souverain. Sur l'image du roi en prière dans la proskynèse, on peut établir l'influence de Raban, qui contient une miniature du poète adorant la Croix dans cette position. La Croix, qui est adorée par Raban et aussi dans l'image d'adoration influencée par Raban dans le livre de prières de Charles le Chauve, serait remplacée dans le livre de prières d'Otton par le Christ, qui promet à Otton la souveraineté partagée dans le Ciel. Ce n'est qu'avec l'image du trône que le roi abandonne son humble rôle de moine. Les illustrations du livre représentent le roi dans le processus de son illumination : après la prière pour obtenir l'illumination, comme elle est exprimée dans la légende de la Crucifixion, sur l'image de la dévotion la vision du Christ est accordée à l'humble représentant du Christ sur la Terre. Dans l'image finale, le roi accepte le manuscrit, tandis que le texte de dédicace en regard insiste sur sa piété et son illumination obtenue, et lui souhaite un pouvoir royal indéfectible. La suite des miniatures reflète donc des représentations de la souveraineté royale.

## Les miniatures

### Crucifixion et Déisis

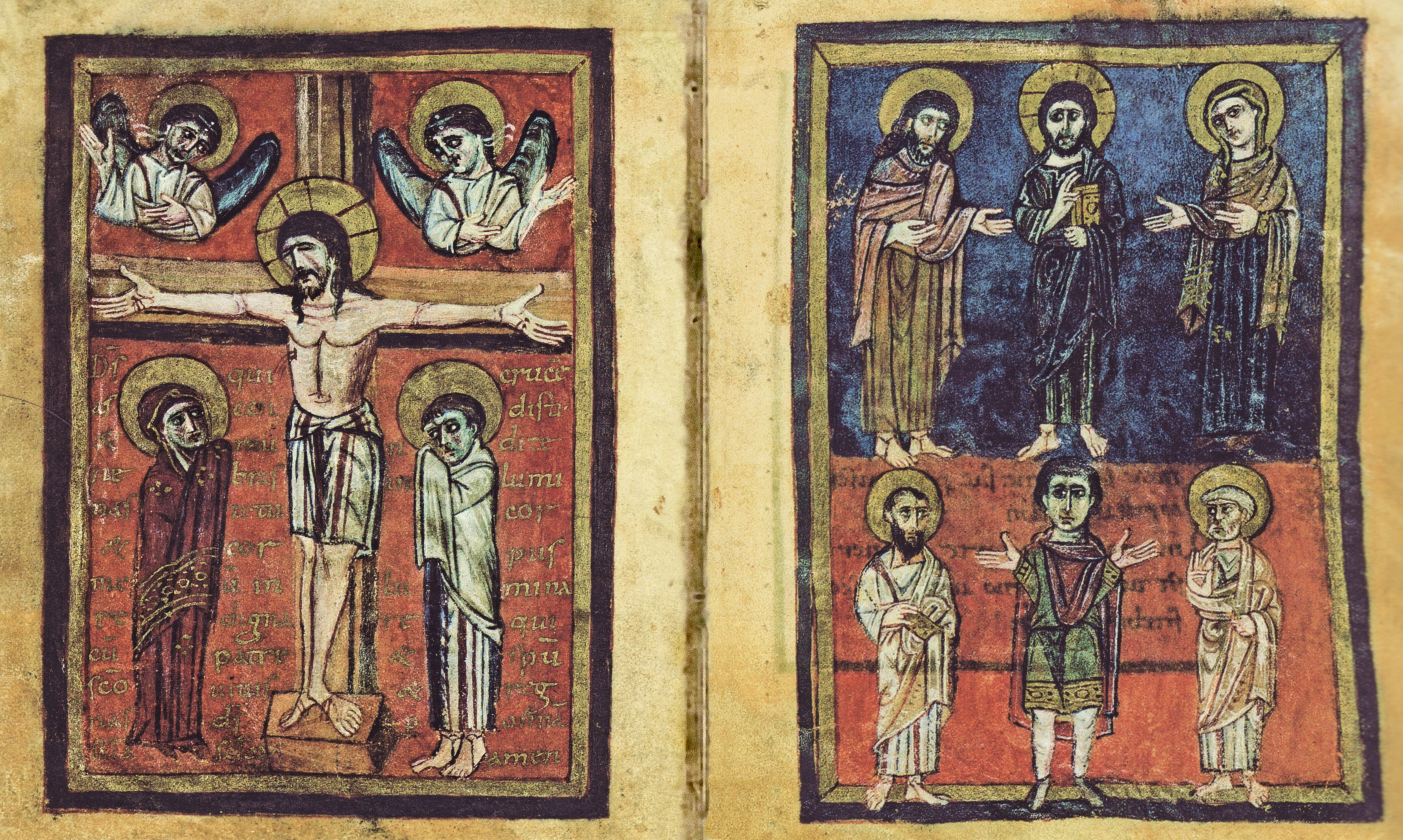
Fol. 1v/2r: Crucifixion et Déisis

La première miniature présente sur la page verso la Crucifixion, flanquée en bas par Marie et Jean l'Évangéliste, et en haut par les personnifications du Soleil et de la Lune. La page recto en regard est partagée en deux registres. En haut, le Christ est en déisis, entre Jean le Baptiste et Marie, qui se tournent vers lui. En bas, un jeune laïc tête nue est représenté en position de prière entre les saints Pierre et Paul, reconnaissables par leurs attributs. Il porte un vêtement orné de galons d'or, et par-dessus un manteau court, une chlamyde dont la couleur pourpre indique sa royauté. Il n'y a pas d'autre insignes, comme par exemple une couronne. Dans le texte de légende de la crucifixion, la personne en prière prie le rex regis (Roi des rois, c'est-à-dire le Christ) pour l'illumination du cœur et du corps dans le sens de la suite de la Croix. La prière est :
« Deus qui crucem ascendisti et mundi tenebras inluminasti tu cor et corpus meum inluminare dignare qui cum patre et spiritu sancto vivas et regnas deus per omnia secula seculorum. Amen.
 (Dieu, qui es monté sur la Croix et qui as illuminé l'obscurité du monde, illumine mon cœur et mon corps, toi, Dieu qui vis et règnes avec le Père et le Saint-Esprit pour l'éternité. Amen.) »
— Livre de prières d'Otton III, fol. 1v
La prière comprend simultanément contemplation et demande, et relie le lecteur à la miniature. Le jeune roi représenté sur la page en regard est simultanément contemplateur de la crucifixion et objet de sa propre contemplation.
Le motif de la Déisis provient de Byzance ; la représentation dans le livre de prières d'Otton III est le plus ancien exemple de ce type d'image dans l'art de la miniature occidental. La prière avec laquelle Marie et Jean se tournent vers le Christ sur la miniature doit être comprise comme une intercession en faveur du souverain, qui est inclus dans la hiérarchie céleste par sa représentation dans le champ inférieur de l'image, et pour sa souveraineté placée sous la protection du Christ. Les apôtres Pierre et Paul figurent dans la miniature comme protecteurs personnels d'Otton, mais ont en outre un rapport avec Rome. Ils sont représentants de l'Église, patrons de la ville de Rome et ainsi garants de sa souveraineté. Même les couleurs de fond de la miniature de la Déisis ont une signification : la Déisis proprement dite se passe sur un bleu foncé profond, qui caractérise les sphères célestes ; le fond pourpre du registre inférieur caractérise la sphère du souverain consacré par Dieu.

### Otton en proskynèse et Majesté

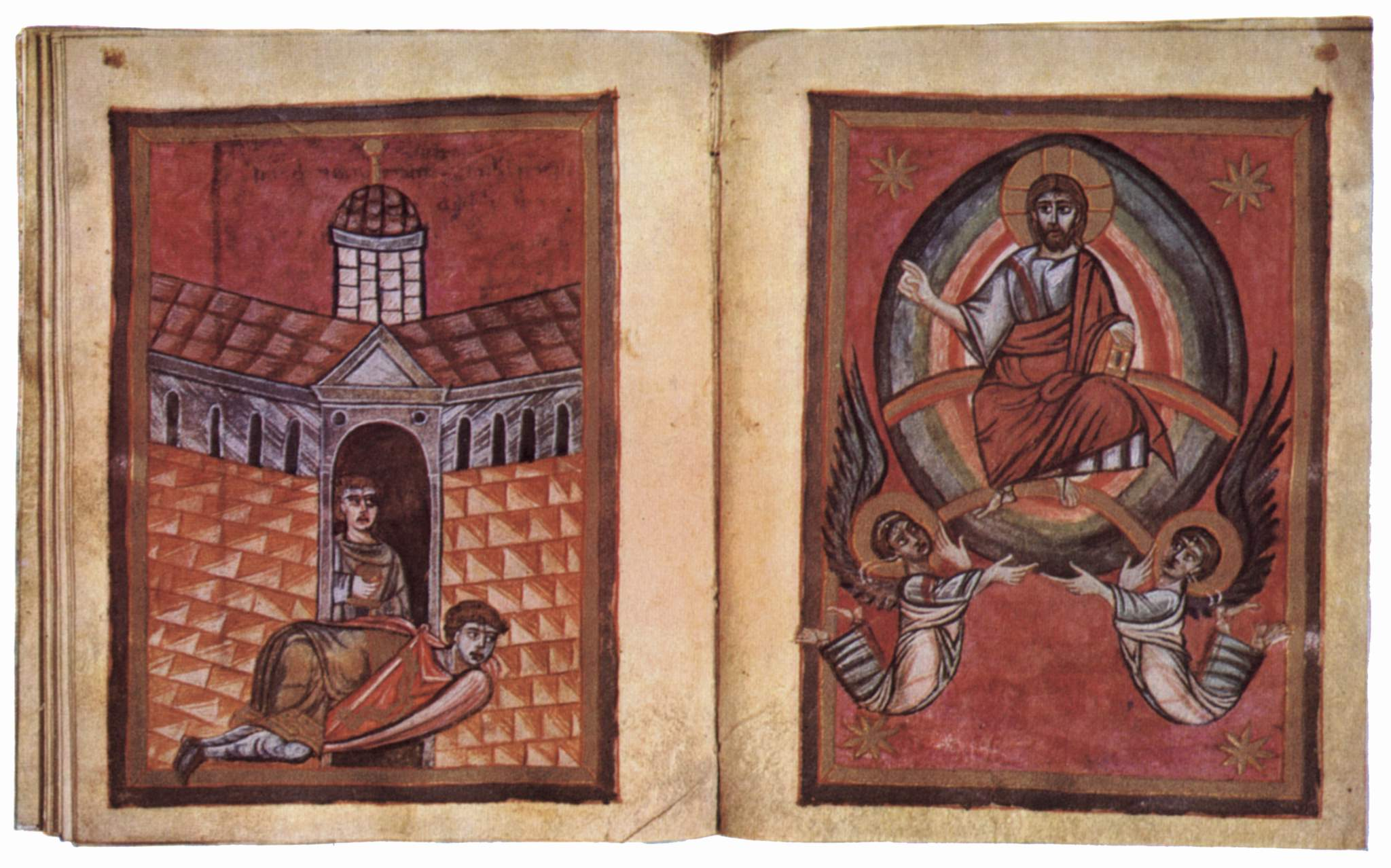
Fol. 20v/21r : Otton en proskynèse devant le Souverain du monde

La page verso montre le même jeune roi que le tableau de la déisis, en profonde proskynèse, un geste d'humble vénération. Il porte la chlamyde de pourpre, ainsi qu'une bande pectorale brodée d'or, peut-être influencée par le loros de la tenue impériale de Byzance, mais sans aucun signe de souveraineté. Il est prosterné devant une architecture majestueuse, avec un portail central surmonté par une tour, où se tient un personnage au glaive levé. Son regard se dirige sur la Majesté représentée sur la page recto. Le porteur de glaive derrière lui est habillé comme le Roi, d'une tunique bleue et d'une chlamyde pourpre. Comme le Roi, il a la grâce de la vision de la Majesté.
Sur la page recto opposée, le Christ trône dans une mandorle soutenue par deux anges. Il est assis sur un arc de cercle, ses pieds reposant sur un arc-en-ciel. Il est vêtu d'une tunique vert et rose, avec des laticlaves (bandes dérivant de la tenue des nobles Romains), et d'un pallium d'or. La main droite est levée en un geste de bénédiction, et il tient un livre dans la gauche. Les coins de l'image sont occupés par quatre étoiles dorées. Le regard du Christ est dirigé vers le roi recueilli en prière. La Majesté n'est pas ici un « Christ en gloire », mais une Majesté aux anges. Elle représente le Fils de Dieu apparu rehaussé dans la vision.

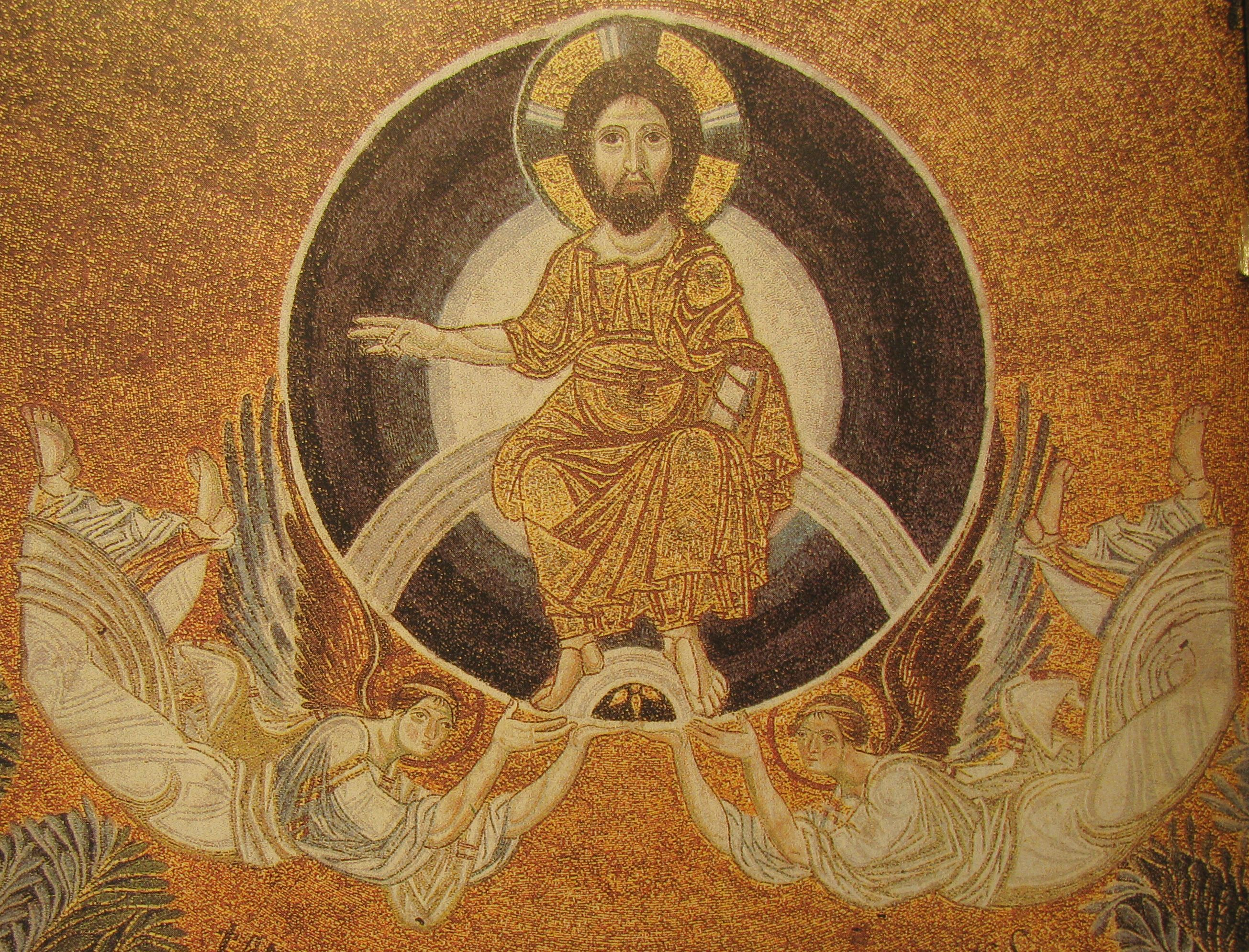
Le Christ porté par des anges dans la mandorle. Mosaïque byzantine du VIIIe siècle dans la Hagia Sophia de Thessalonique

La distribution plutôt rare d'une image d'adoration  sur deux pages en vis-à-vis est déjà apparue dans le livre de prières de Charles le Chauve et apparaît à peu près en même temps que le livre de prières d'Otton III dans le lectionnaire d'Everger.
La proskynèse n'était pas courante dans le rituel de cour occidental, elle était réservée à une partie de l'adoration de la Croix. Selon le rituel du sacre royal de Mayence, qui passe à la cérémonie du couronnement du royaume franc oriental, le roi gît pendant la litanie en position de crucifié devant l'autel. Comme motif iconographique, la proskynèse provient de Byzance comme expression visible de l'idée que le souverain agit comme vassal et représentant du Christ. La proskynèse devant la Croix dans la miniature occidentale est encore influencée par la représentation de Raban Maur dans son poème figuré De laudibus sanctae crucis.
Dans la représentation architecturale, il pourrait se cacher une allusion à une ville, soit Aix-la-Chapelle. En faveur de cette hypothèse, on a en particulier le caractère de muraille paraissant particulièrement forte, ne correspondant pas aux formules habituelles pour les espaces intérieurs des souverains, comme par exemple les colonnes, les frontons et les rideaux. Saurma-Jeltsch, elle, voit dans la représentation de l'architecture la projection plane des murs d'une église où se passe la prière. L'arc ogival servirait aussi bien comme signe de royauté que comme le signe de ce que les événements ont lieu au centre de l'espace, où le porte-glaive se tient derrière le roi en prière. Saurma-Jeltsch suppose que le personnage du porte-glaive pourrait être un double du souverain. Les porte-glaive sont courants parmi les personnages d'accompagnement des représentations de souverains, mais pas dans les images dévotes. Le glaive était un symbole de domination, la prise du glaive pendant la cérémonie du couronnement rendait le roi defensor ecclesiae, défenseur de la foi.
La représentation de la Majesté montre l'influence des représentations byzantines de l'Ascension ; Lauer renvoie par exemple à une mosaïque de coupole à la Hagia Sophia de Thessalonique, où les positions du Christ et des anges sont presque identiques à celles du livre de prières. Par son humble prière, le roi reçoit la vision du Christ, qui lui donne sa bénédiction. Le regard dirigé sur le Christ élève le roi malgré sa position d'humilité - il est apparemment digne d'apercevoir le Christ.

### Dédicace
L'image de clôture, en face de laquelle, sur la page recto, il y a un texte de dédicace, présente le Roi sur le trône. Il porte au-dessus de la tunique une chlamyde de pourpre avec des ornementations dorées et une couronne carrée en forme de boîte. Il est assis jambes croisées sur un trône orné en forme de caisse, sous un fronton porté par deux colonnes. Par la droite s'approche de lui un chanoine représenté notablement plus petit, en tenue simple, qui lui tend le livre. En face de l'image, il y a le poème de dédicace en hexamètres : 
« Hunc satis exiguum, rex illustrissime regum 
Accipe sed vestra dignum pietate libellum 
Auro quem scripsi, signis variisque paravi 
Multiplici vestro quia mens mea fervet amore 
quapropter suplex humili vos voce saluto 
Et precor, ut tibi vita salus perpesque potestas 
Tempore sit vite, donec translatus ad astra 
cum Christo maneas, virgeas cum regibus almis
(Accepte, sublime Roi des rois, cet humble petit livre, digne de notre vénération pour vous, que j'ai écrit en or, et orné de diverses images, parce que mon cœur brûle de tout amour pour vous. C'est pourquoi je vous salue à genoux avec d'humbles paroles et prie qu'il t'apporte salut et puissance durable ta vie durant, jusqu'à ce que tu sois enlevé chez le Christ dans les étoiles du ciel avec les Rois. »
— Livre de prières d'Otton III, fol. 44r

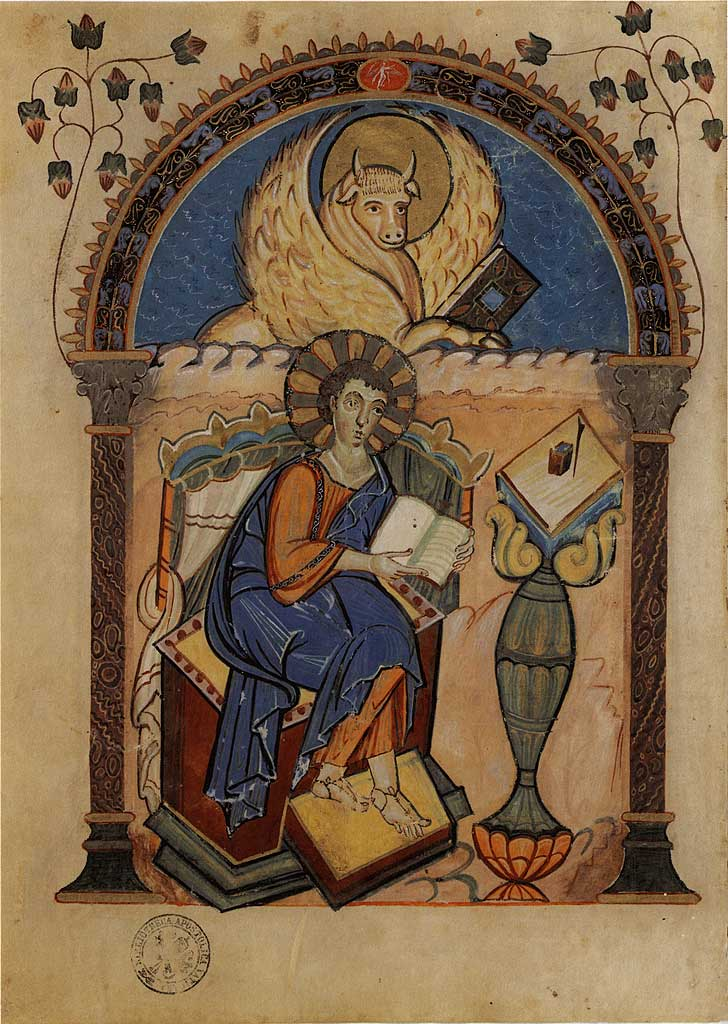
L'évangéliste Luc de l'évangéliaire de Lorsch présente une position comparable à celle du roi Otton dans le livre de prières. (Vaticane, Pal. lat. 50, fol. 1v. ; École de la cour de Charlemagne, vers 810)

Par rapport aux autres miniatures du manuscrit, l'image du trône semble moins bien réussie ; il est possible que le peintre, qui pouvait se raccrocher à des motifs familiers pour la Crucifixion, la Déisis et la Majesté, se trouve ici confronté à un devoir inhabituel, car l'art byzantin ne connaît pas les images de dédicace. Il est remarquable que l'édicule dans lequel trône le roi, caractérisé comme marbre par sa couleur blanche, s'ajuste au cadre. Lauer tient pour possible que le peintre l'ait copié d'un autre cadre. Le clerc qui tend le livre est inséré de façon peu organique, et n'a aucune relation de regard avec le roi. La position et le geste du roi ne vont pas ensemble, le roi n'est pas assis fermement sur son trône, mais semble se balancer sur son bord antérieur. Il est possible que le peintre ait eu recours à divers modèles précédents. Le type pourrait être influencé par la deuxième image de dédicace d'un manuscrit du De laudibus sanctae crucis (Vaticane, Reg. lat. 124), qui se trouvait à l'époque de sa création à Mayence.
L'édicule rapproche l'image de dédicace d'une image de souverain. Le motif de l'édicule a été occasionnellement utilisé dans des images de souverain, plus souvent dans les images d'évangélistes. Le peintre aurait aussi pu emprunter l'édicule de la miniature carolingienne. La silhouette du roi montre aussi des rapports avec la miniature carolingienne, sa position est proche parente de celle de l'évangéliste Luc dans l'évangéliaire de Lorsch, même les plis sous ou derrière les hanches.